# Robert Werdann
Robert Werdann, né le 12 septembre 1970, au Queens, dans l'État de New York, est un joueur et entraîneur américain de basket-ball. Il évolue au poste de pivot.

## Palmarès
- McDonald's All-American 1988
- Champion NIT 1989